# Szanghaj Południowy
Szanghaj Południowy (chiń. 上海南站; pinyin Shànghǎi Nánzhàn) – stacja kolejowa w Szanghaju, w Chińskiej Republice Ludowej. Położona jest w dzielnicy Xuhui. Po gruntownym remoncie, który został ukończony w 2006 roku, stacja posiada nowoczesny, okrągły design, pierwszy tego typu na świecie.
Szanghaj Południowy obsługuje większość pociągów do miast Zhejiangu (w tym Hangzhou, Shaoxing, Ningbo, Jinhua i Wenzhou) i południowych prowincji Chin, z wyjątkiem trasy Szanghaj-Hongkong.